# Willie Hutch
Willie McKinley Hutchinson, conosciuto come Willie Hutch (Los Angeles, 6 dicembre 1944 – 19 settembre 2005), è stato un cantante, chitarrista, compositore e produttore discografico statunitense.
Hutch, nato a Los Angeles, passò l'infanzia a Dallas.
La sua carriera ebbe i momenti migliori, sia come interprete che come compositore e produttore, negli anni settanta, quando lavorava per l'etichetta discografica Motown. Prima di arrivare alla Motown, Hutch lavorò come produttore per gruppi come i Fifth Dimension.
Oltre a scrivere canzoni di successo come I'll Be There dei Jackson 5, Hutch incise diversi album per la Motown (e in seguito per la Whitfield Records dell'ex produttore della Motown Norman Whitfield), e alcuni suoi pezzi raggiunsero i "top 20" nelle classifiche R&B, come "Brother's Gonna Work It Out" e "Slick" (entrambi del 1973). Seguendo la tradizione di Curtis Mayfield, incise anche le colonne sonore dei film blaxploitation The Mack (1973) e Foxy Brown (1974).
Hutch morì il 19 settembre del 2005, a 60 anni, per ragioni non ancora chiarite.

## Discografia

### Album in studio
- 1969 - Soul Portrait
- 1970 - Seasons for Love
- 1973 - Fully Exposed
- 1973 - The Mack Soundtrack
- 1975 - Foxy Brown Soundtrack
- 1975 - Mark of the Beast
- 1975 - Ode to My Lady
- 1976 - Color Her Sunshine
- 1976 - Concert in Blues [live]
- 1977 - Havin' a House Party
- 1979 - In Tune
- 1980 - Midnight Dancer
- 1983 - In & Out
- 1985 - Making a Game out of Love
- 1985 - The Last Dragon
- 1994 - From the Heart (G.G. It)
- 1996 - The Mack Is Back (Midwest)
- 2002 - Sexalicious (G.G. It)

### Singoli
- 1973 - Brother's Gonna Work It Out
- 1973 - Slick
- 1973 - Sunshine Lady
- 1974 - If You Ain't Got No Money (You Can't Get No Honey) Pt. I
- 1974 - Theme Of "Foxy Brown"
- 1975 - Get Ready For The Get Down
- 1975 - Love Power
- 1976 - Let Me Be The One, Baby
- 1976 - Party Down
- 1977 - Shake It, Shake It
- 1977 - We Gonna Party Tonight
- 1978 - All American Funkathon
- 1978 - What You Gonna Do After The Party
- 1982 - In And Out